# Can Roca (Corbera de Llobregat)
Can Roca és una masia del municipi de Corbera de Llobregat (Baix Llobregat) inclòs en l'Inventari del Patrimoni Arquitectònic Català.

## Descripció
Masia situada prop de "Can Rigol", de planta guanyada amb dos portals units amb el mur que voreja el camí de Sant Ponç. Els portals són obra de rajol d'arc escarser. El pati té dos accessos, i com gairebé totes les masies de la contrada, un rellotge de sol al pany de paret del pis que mira al Sud.
El cos de l'edifici damunt els antics corrals hi ha una galeria amb arcades, també típica, de mig punt, sobreposada posteriorment als baixos primitius. Paviment de cairons de terrissa ditejats. Llar de foc exempta, amb bancs.

## Història
Si bé la data de construcció de la masia, tal com la veiem avui, cal referir-la al 1779, tal com ve marcada en la pedra del fornall de la casa, el seu origen és anterior, ja que donà el nom a la contrada "Cases d'en Roca", que avui es diu l'Amunt.
Es mantingué el llinatge fins que Pere Roca i Cases vengué, el 1968, la finca (17 ha i la casa) a Eugeni Vélez i Troya (Balmes, 64, Barcelona).